# Stefan Frei
Stefan Frei (20 de Abril de 1986, Altstätten) é um futebolista suíço que atua como goleiro. Atualmente joga no Seattle Sounders na Major League Soccer.

## Títulos

### Seattle Sounders
- MLS Cup: 2016,2019
- Conferência Oeste da MLS: 2016 e 2017